# 多情劍客無情劍 (電影)
《多情劍客無情劍》是1977年邵氏兄弟出品的一部香港武俠電影，由楚原導演，狄龍、爾冬陞、余安安、岳華、井莉主演，是第一部根據古龍1970年的同名武俠小說改編的電影，狄龍也成為第一代小李飛刀，電影描述小說前半梅花盜的故事，至於小說後半的金錢幫事件則留待1981年的《魔劍俠情》。本片改編的幅度很小，除了去掉了“龍小雲”這個人物，以及最後梅花盜變成了龍嘯雲，其餘幾乎完全照原著進行。

## 演員
| 演員   | 角色     | 粵語配音 |
| ------ | -------- | -------- |
| 狄龍   | 李尋歡   | 周永光   |
| 爾冬陞 | 阿飛     | 黃志成   |
| 岳華   | 龍嘯雲   | 陳曙光   |
| 余安安 | 林詩音   | 雷碧娜   |
| 井莉   | 林仙兒   | 譚淑英   |
| 樊梅生 | 鐵傳甲   | 黃子敬   |
| 谷峰   | 趙正義   | 戴偉光   |
| 艾飛   | 田七     | 楊捷康   |
| 井淼   | 少林方丈 | 黃子敬   |
| 楊志卿 | 心眉和尚 | 戴偉光   |
| 顧冠忠 | 心鑑和尚 | 楊捷康   |
| 詹森   | 心樹和尚 | 陳永信   |
| 徐少強 | 鐵笛先生 | 盧傑群   |
| 王沙   | 梅二     | 黃志成   |
| 沈勞   | 花鋒     | 戴偉光   |
| 元華   | 游龍生   | 陳永信   |
| 馮克安 | 白蛇     |          |
| 徐忠信 | 黑蛇     |          |
| 姜南   | 五毒童子 | 盧傑群   |
| 馮敬文 | 五毒童子 | 陳永信   |
| 李壽祺 | 諸葛雷   |          |
| 蘆葦   | 申老三   | 盧傑群   |
| 林正英 | 五毒童子 |          |

## 幕後花絮
- 楚原號稱佈景大師，古龍小說裡描述的殘陽冷月、小橋流水、紅楓白絮、亭台樓閣都能在有限的攝影棚裡搭建出來。《多情劍客無情劍》則是少數到韓國取景的電影。因為小說裡李尋歡和阿飛在雪地裡的初遇非常重要，正好李翰祥在韓國拍攝《乾隆皇》，楚原就乘機向邵氏提出到韓國拍外景，順便多拍一部《明月刀雪夜殲仇》。結果那十天外景效果非常好，因為拍回來的外景不但漂亮，而且與後來搭的室內景接的天衣無縫[1]。

## 獎項
- 台灣第15屆金馬獎攝製技術優良特別獎

## 資料來源
1. ↑  楚原影壇回憶錄──星光伴我行

## 外部連結
- 香港影庫上《多情劍客無情劍》的資料（繁體中文）
- 開眼電影網上《多情劍客無情劍》的資料（繁體中文）
- 豆瓣电影上《多情劍客無情劍》的資料 （简体中文）
- 时光网上《多情劍客無情劍》的資料（简体中文）
- 互联网电影数据库（IMDb）上《多情劍客無情劍》的资料（英文）